# حمام مشیر
حمام مشیر مربوط به دوره قاجار است و در داراب، خیابان مجاهدین اسلام، خیابان بهار، ساختمان هلال احمر قدیم واقع شده و این اثر در تاریخ ۱۱ دی ۱۳۸۰ با شمارهٔ ثبت ۴۵۰۷ به‌عنوان یکی از آثار ملی ایران به ثبت رسیده است.